# 網走本線
網走本線（あばしりほんせん）は、北海道の池田駅から札鶴駅（現・札弦駅）までを結んでいた国有鉄道の鉄道路線の旧称である。後述する3つの路線に分割された。

## 歴史
十勝と網走支庁管内を結ぶ幹線鉄道として、1910年に池田側から開業したもので、1911年には野付牛（現在の北見）まで延長、1912年にはさらに網走へ延長、1929年（昭和4年）11月14日には札鶴駅まで全線開業した。この時点での路線距離（営業キロ）は、250.0kmであった。
しかし、1931年9月20日、網走駅 - 札鶴駅間が釧網線（東釧路 - 札鶴）とともに釧網本線となる。
1961年には線路名称の整理が行われ、網走本線として残っていた区間も池田駅 - 北見駅間が池北線、北見駅 - 網走駅間が石北線（新旭川 - 北見）とともに石北本線となり、網走本線の線名は消滅した。
区間ごとの詳細は下記のとおり
1. 池北線　池田駅 - 北見駅間
路線距離（営業キロ）:  140.0km
  - 1910年9月22日　網走線として池田 - 淕別（陸別）間開業。
  - 1911年9月25日　淕別 - 野付牛（北見）間開業。
  - 1912年11月18日　網走線から網走本線に改称。
  - 1961年4月1日　当区間を池北線と改称。
  - 1989年6月4日　北海道旅客鉄道から北海道ちほく高原鉄道へ経営移管、ふるさと銀河線と改称。
  - 2006年4月21日　全線廃止。
2. 石北本線の一部　北見駅 - 網走駅間
路線距離（営業キロ）:  53.0km
  - 1912年10月5日　網走線として野付牛（北見） - 網走間開業。
  - 1912年11月18日　網走線から網走本線に改称。
  - 1961年4月1日　（旧）石北線の全線（新旭川 - 北見）に当区間を併せて石北本線とする。
3. 釧網本線の一部　網走駅 - 札弦駅間
路線距離（営業キロ）:  57.0km
  - 1924年11月15日　網走 - 北浜開業。
  - 1925年11月10日　北浜 - 斜里（知床斜里）開業。
  - 1929年11月14日　斜里 - 札鶴（札弦）開業。
  - 1931年9月20日　（旧）釧網線の延伸に伴い、（旧）釧網線（東釧路 - 札鶴）に当区間を併せて釧網本線とする。

2016年、陸別駅跡の転車台（陸別町）と本別川橋梁（本別町）が「旧網走線開業時の鉄道施設群」として土木遺産に選奨された。